# San Diego (galió)
El San Diego fou un galió espanyol que formava part dels Galions de Manila, que cubríen la ruta comercial entre Nova Espanya (actual Mèxic) i Filipines. El 10 de desembre de 1600, a conseqüència de l'enfrontament amb els vaixells holandesos Eendracht, Hope i Mauritius, comandats per l'almirall i pirata Olivier van Noort, el San Diego fou enfonsat.
El San Diego es trobava fondejat al port de Cavite, des d'on fou armat amb 14 canons i enviat junt al patatxe San Bartolomé i dos galeres per tal de repel·lir un atac neerlandès. Després d'abordar amb èxit el vaixell insignia holandés, es descobrí una via d'aigua en el San Diego, iniciant immediatament la maniobra de retorn a port, però enfonsant-se en el trajecte, morint en el naufragi 300 mariners.
Les restes del San Diego foren retrobades el 21 d'abril de 1991 per l'arqueóleg submarí Franck Goddio, a 52 metres de profunditat, recuperant-se més de 6.000 objectes entre els quals es trobaven monedes, joies d'or, porcellana, armes i canons. El 70% dels objectes recuperats foren dipositats en el Museu Naval de Madrid, mentre que el 30% restant al Museu Nacional de les Filipines. Les restes del vaixell segueixen en el lloc del naufragi.